# Две девицы на мели (1-й сезон)
Первый сезон американского ситкома Две девицы на мели, премьера которого состоялась на канале CBS 19 сентября 2011 года, заключительная серия сезона вышла 7 мая 2012 года. Количество эпизодов в сезоне составляет двадцать четыре.

## Сюжет
Комедия о двух девушках, которые работают официантками в забегаловке, и которых объединяет общая мечта — открыть успешный бизнес. Конечно, как только они найдут деньги для этого. Колкая, знающая жизнь Макс работает на двух работах только чтобы свести концы с концами. Одна из этих работ — ночная смена в ретро-закусочной Вильямсбург. Утонченная Кэролайн — бывшая принцесса с трастовым фондом, которой настолько не повезло, что волей-неволей пришлось стать официанткой.
Сначала Макс воспринимает Кэролайн как очередную неумёху, которую Макс придется прикрывать, но к её удивлению, Кэролайн не оказалась пустышкой. Когда Кэролайн узнала, что Макс печет потрясающие кексики, она сразу видит в этом потенциальный источник прибыли, но для бизнеса нужны деньги. Ну а пока девушки откладывают чаевые, им придется работать в закусочной вместе с Олегом, чрезмерно любвеобильным поваром; Эрлом, 75-летним крутым перцем, который работает на кассе; и Ханом Ли, новым владельцем закусочной. Две девушки без денег живут в дорогом городе, работают вместе, и, возможно, нашли секретный ингредиент успеха.

## В ролях

### Основной состав
- Кэт Деннингс — Макс Блэк
- Бет Берс — Кэролайн Ченнинг
- Гарретт Моррис — Эрл
- Джонатан Кайт — Олег
- Мэттью Мой — Хан Ли

### Второстепенный состав
- Ник Зано — Джонни
- Дженнифер Кулидж — Софи Кучински
- Брук Лайонс — Пич

### Гостевой состав
- Марта Стюарт — сама себя

## Эпизоды
| № общий | № в сезоне | Название                                                                         | Режиссёр           | Автор сценария                     | Дата премьеры    | Произв. код   | Зрители в США (млн) |
| --- | ---------- | -------------------------------------------------------------------------------- | ------------------ | ---------------------------------- | ---------------- | ------------- | ------------------- |
| 1 | 1          | «Pilot» «Пилотный эпизод»                                                        | Джеймс Берроуз     | Майкл Патрик Кинг и Уитни Каммингс | 19 сентября 2011 | 296793        | 19,37               |
| Макс знакомится с Кэролайн, избалованной дочкой миллионера, семья которой на мели. Обе они начинают работать в кафе. У Кэролайн появляется идея собственного бизнеса. В копилке: $387.25 |            |                                                                                  |                    |                                    |                  |               |                     |
| 2 | 2          | «And the Break-up Scene» «И вот сцена разрыва»                                   | Джеймс Берроуз     | Майкл Патрик Кинг                  | 26 сентября 2011 | 2J6352        | 11,75               |
| Макс сильно сомневается в успехе их совместного предприятия с Кэролайн. А Кэролайн никак не может привыкнуть к тому, что Макс недавно рассталась с парнем. В копилке: $364.25 |            |                                                                                  |                    |                                    |                  |               |                     |
| 3 | 3          | «And Strokes of Goodwill» «И приступы доброй воли»                               | Джон Фортенберри   | Джони Марчинко                     | 3 октября 2011   | 2J6353        | 11,42               |
| Макс ведёт Кэролайн в комиссионный магазин, где присматривает себе неплохую майку. Позднее обнаруживается, что эта майка пропала из корзины. Подозрение падает на одну из покупательниц, которую затем подруги встречают в баре и кафе, где они работают. В копилке: $500.25 |            |                                                                                  |                    |                                    |                  |               |                     |
| 4 | 4          | «And the Rich People Problems» «И проблемы богачей»                              | Джон Фортенберри   | Мишель Нэйдер                      | 10 октября 2011  | 2J6354        | 10,71               |
| В кафе появляется караоке. Макс искренне против этого. В то же время Кэролайн беспокоится из-за незначительных проблем. Особенно сильно её беспокоят зубы, благодаря которым девушки попадают в различные передряги. В копилке: $543.25 |            |                                                                                  |                    |                                    |                  |               |                     |
| 5 | 5          | «And the '90s Horse Party» «И лошадиная вечеринка в стиле 90-х»                  | Скотт Эллис        | Сонни Ли и Патрик Уолш             | 17 октября 2011  | 2J6355        | 11,47               |
| Кэролайн пытается помочь Макс со счетами, а затем придумывает организовать вечеринку для хипстеров. В копилке: $593.25 |            |                                                                                  |                    |                                    |                  |               |                     |
| 6 | 6          | «And the Disappearing Bed» «И исчезающая кровать»                                | Скотт Эллис        | Грег Мэйлинс                       | 24 октября 2011  | 2J6356        | 11,19               |
| Чтобы поставить дополнительную кровать в квартиру Макс, нужны деньги. А для этого нужно продвижение товара. Макс должна передать визитки своему работодателю. А Кэролайн пообещала заняться сборкой нового постельного места. В копилке: $423.25 |            |                                                                                  |                    |                                    |                  |               |                     |
| 7 | 7          | «And the Pretty Problem» «И везде сложности»                                     | Скотт Эллис        | Дэвид Фини                         | 31 октября 2011  | 2J6357        | 10,97               |
| Макс получила положительные отзывы о её кексах, теперь на очереди – улучшение качества продукта. Для этого девушки идут на курсы украшения кондитерских изделий. В то же время Джонни привел своего друга Карлоса, который без ума от Кэролайн. У самой Кэролайн другое мнение. В копилке: $383.25 |            |                                                                                  |                    |                                    |                  |               |                     |
| 8 | 8          | «And Hoarder Culture» «И быт барахольщика»                                       | Тед Уасс           | Лиз Фельдман                       | 7 ноября 2011    | 2J6358        | 11,43               |
| Кэролайн решает устроиться на вторую работу и находит себе должность профессионального уборщика. Первое задание не заставило долго ждать, как и реакция Макс на всё происходящее. Плюс ко всему, Макс никак не может разобраться в отношениях с Джонни. В копилке: $623.25 |            |                                                                                  |                    |                                    |                  |               |                     |
| 9 | 9          | «And the Really Petty Cash» «И вот они — наличные»                               | Тед Уасс           | Морган Мёрфи                       | 14 ноября 2011   | 2J6359        | 11,77               |
| Джонни пришёл к Макс с извинениями. Кэролайн занимается рассылкой спама, в итоге, это приносит плоды. В то же время Макс встречается с Джонни на вечеринке, что приводит к выяснению отношений. В копилке: $623.25 |            |                                                                                  |                    |                                    |                  |               |                     |
| 10 | 10         | «And the Very Christmas Thanksgiving» «И очень рождественский день благодарения» | Джин Сагал         | Майкл Патрик Кинг                  | 21 ноября 2011   | 2J6360        | 11,33               |
| В кафе все готовятся ко Дню Благодарения. Кэролайн просит Макс научить её готовить, а сама Макс не хочет праздновать. Чтобы хоть как-то скрасить ситуацию, девушки идут в супермаркет подрабатывать эльфами. В копилке: $621.25 |            |                                                                                  |                    |                                    |                  |               |                     |
| 11 | 11         | «And the Reality Check» «И проверка на способность участвовать в реалити-шоу»    | Фред Сэвидж        | Молли Макэлиер                     | 5 декабря 2011   | 2J6361        | 12,75               |
| В городе наступила зима, и это становится проблемой для лошади Кэролайн. Макс придумывает, куда пристроить коня, в конце концов, у неё возникает идея, которая не нравится Кэролайн. В итоге она соглашается поучаствовать в «реалити-шоу» в присутствии Пич Лэндис и её подруг. В копилке: $621.25 |            |                                                                                  |                    |                                    |                  |               |                     |
| 12 | 12         | «And the Pop-Up Sale» «И быстрая распродажа»                                     | Фред Сэвидж        | Мишель Нэйдер                      | 12 декабря 2011  | 2J6362        | 12,50               |
| Олегу не нравится, что его босс постоянно придирается к нему. Тем временем, девушкам нужна новая духовка. Для этого Кэролайн хочет продать одно из своих колец. В процессе продажи между девушками возникает недопонимание, которое затем с лихвой компенсируется. В копилке: $621.25 |            |                                                                                  |                    |                                    |                  |               |                     |
| 13 | 13         | «And the Secret Ingredient» «И тайный ингредиент»                                | Джули Энн Робинсон | Майкл Патрик Кинг                  | 2 января 2012    | 2J6363        | 12,10               |
| Макс возмущается запредельно высокими ценами на тампоны из автомата. Кэролайн необходимо повидаться с конём. В то же время ей нравится идея купонов со скидкой, и она узнаёт, что Макс использует тайный ингредиент при выпечке своих кексов. В копилке: $644.25 |            |                                                                                  |                    |                                    |                  |               |                     |
| 14 | 14         | «And The Upstairs Neighbor» «И сосед сверху»                                     | Томас Кэйл         | Майкл Патрик Кинг                  | 16 января 2012   | 2J6364        | 11,40               |
| К девушкам приходит полицейский, от которого они узнают, что их сосед сверху скоропостижно скончался. Макс и Кэролайн его не знали, однако произошедшее заставляет их по-новому взглянуть на вещи и познакомится с новым соседом сверху. Правда, результаты таких знакомств несколько отличаются от ожидаемых. В копилке: $665.00 |            |                                                                                  |                    |                                    |                  |               |                     |
| 15 | 15         | «And The Blind Spot» «И «мёртвая зона»»                                          | Тед Уасс           | Мишель Нэйдер                      | 6 февраля 2012   | 2J6365        | 11,47               |
| Кэролайн необходимы деньги для сайта. Для этого Макс повторно просит Софи помочь с подработкой. Вскоре выясняется, что Макс может работать и без помощи подруги, по мнению Софи, Кэролайн – просто камень, способный потопить все надежды. Но когда Кэролайн на глазах у Софи доказывает, что и от неё есть ощутимая польза, все меняют своё мнение. В копилке: $865.00 |            |                                                                                  |                    |                                    |                  |               |                     |
| 16 | 16         | «And The Broken Hearts» «И разбитые сердца»                                      | Тед Уэсс           | Дэвид Фини                         | 13 февраля 2012  | 2J6366        | 10,48               |
| Хан Ли готовит кафе ко дню Всех Влюбленных. Олег оказывает знаки внимания Софи. У Эрла сердечный приступ, поэтому девушки срочно везут его в больницу. Особенно сильно переживает Макс. В копилке: $865.00 |            |                                                                                  |                    |                                    |                  |               |                     |
| 17 | 17         | «And The Kosher Cupcakes» «И кошерные кексы»                                     | Скотт Эллис        | Лиз Фельдман                       | 20 февраля 2012  | 2J6367        | 11,37               |
| У Софи свидание в кафе, это приводит к ревности со стороны Олега. Кэролайн боится подцепить грипп, поэтому идёт в аптеку, которая расположена в еврейской части района. По случайности, Макс получает заказ на кексы от врача. Правда, есть одно условие – кошерность продукта. В копилке: $865.00 |            |                                                                                  |                    |                                    |                  |               |                     |
| 18 | 18         | «And The One-Night Stands» «И романы на одну ночь»                               | Скотт Эллис        | Сонни Ли и Патрик Уолш             | 27 февраля 2012  | 2J6368        | 10,18               |
| Хан Ли узнаёт, что у Кэролайн скоро день рождения. Тем временем, Олег наконец-то отправился к Софи, а Кэролайн идёт на свидание с веб-дизайнером. По случайности, Олег встречается с Кэролайн в коридоре и они договариваются о неразглашении, но долго ли это продлится? В копилке: $625.00 |            |                                                                                  |                    |                                    |                  |               |                     |
| 19 | 19         | «And The Spring Break» «И весенний перерыв»                                      | Скотт Эллис        | Морган Мёрфи                       | 19 марта 2012    | 2J6369        | 9,38                |
| Софи попадает в неловкую ситуацию, связанную с Олегом и просит девушек, чтобы случай остался между ними. Тем временем Кэролайн находит способ заработка, который, тем не менее, даёт обеим девушкам шанс немного отдохнуть от основной работы. Несмотря на это, у Макс на всё это своя точка зрения. В копилке: $775.00 |            |                                                                                  |                    |                                    |                  |               |                     |
| 20 | 20         | «And the Drug Money» «И наркоденьги»                                             | Тед Уэсс           | Грег Малинс                        | 9 апреля         | 2J6370        | 8,78                |
| Для того, чтобы адвокат отца Кэролайн представлял саму Кэролайн в суде во время допроса, девушкам необходимы деньги. Спасти ситуацию может тестирование лекарств, которые имеют массу побочных эффектов. В копилке: $675.00 |            |                                                                                  |                    |                                    |                  |               |                     |
| 21 | 21         | «And the Messy Purse Smackdown» «И грязный налоговый кошелек»                    | Тед Уэсс           | Молли Макалир                      | 16 апреля 2012   | 2J6371        | 8,52                |
| Макс находит чек за кексы, который затерялся в сумочке, это приводит к спорам девушек об организованности пространства. Кэролайн помогает Эрлу с налоговой декларацией и обнаруживает, что Макс никогда не платила налоги. Между девушками возникает недопонимание. Макс обращается в частную контору по налогам, в то время как Кэролайн разбирается в этом вопросе лучше. Есть и ещё одна проблема: потеря одного из документов налоговой декларации Эрла. В копилке: $675.00  |            |                                                                                  |                    |                                    |                  |               |                     |
| 22 | 22         | «And the Big Buttercream Breakthrough» «И большой масляный прорыв»               | Тед Уэсс           | Мишель Нэйдер                      | 30 апреля 2012   | 2J6372        | 9,24                |
| Макс и Кэролайн отправляются на ярмарку, представлять свои кексы. Затем они получают заказ от Пич, это создаёт некоторые неудобства. Софи и Олег по-прежнему выясняют отношения между собой, причем, весьма специфично. В копилке: $675.00 |            |                                                                                  |                    |                                    |                  |               |                     |
| 2324 | 2324       | «And Martha Stewart Have a Ball» «И бал Марты Стюарт»                            | Тед Уэсс           | Майкл Патрик Кинг                  | 7 мая 2012       | 2J6373 2J6374 | 8,99                |
| Девушки идут на презентацию кексов на Манхэттен в крупную компанию. В результате они приходят домой ни с чем. Позднее Кэролайн приносит почту, в которой находит письмо о приглашении на светское мероприятие. Беда в том, что Кэролайн считает, что её все ненавидят, и не хочет идти. Кэролайн всё же идет на бал, где встречается с Мартой Стюарт. Правда, незадолго до этого девушки умудряются влипнуть в большое количество не очень приятных ситуаций. В копилке: $927.00 |            |                                                                                  |                    |                                    |                  |               |                     |

## Критика
На сайте Metacritic первый сезон получил средний балл 66 из 100 по оценкам критиков.
Критики высоко оценили игру главных актрис и быструю смену сюжетных линий в первом сезоне. В то же время указывалось на специфический грубоватый юмор сериала, способный оттолкнуть часть зрителей.